# Steinschmätzer (Art)
Der Steinschmätzer (Oenanthe oenanthe) ist eine Vogelart aus der Familie der Fliegenschnäpperartigen (Muscicapidae).

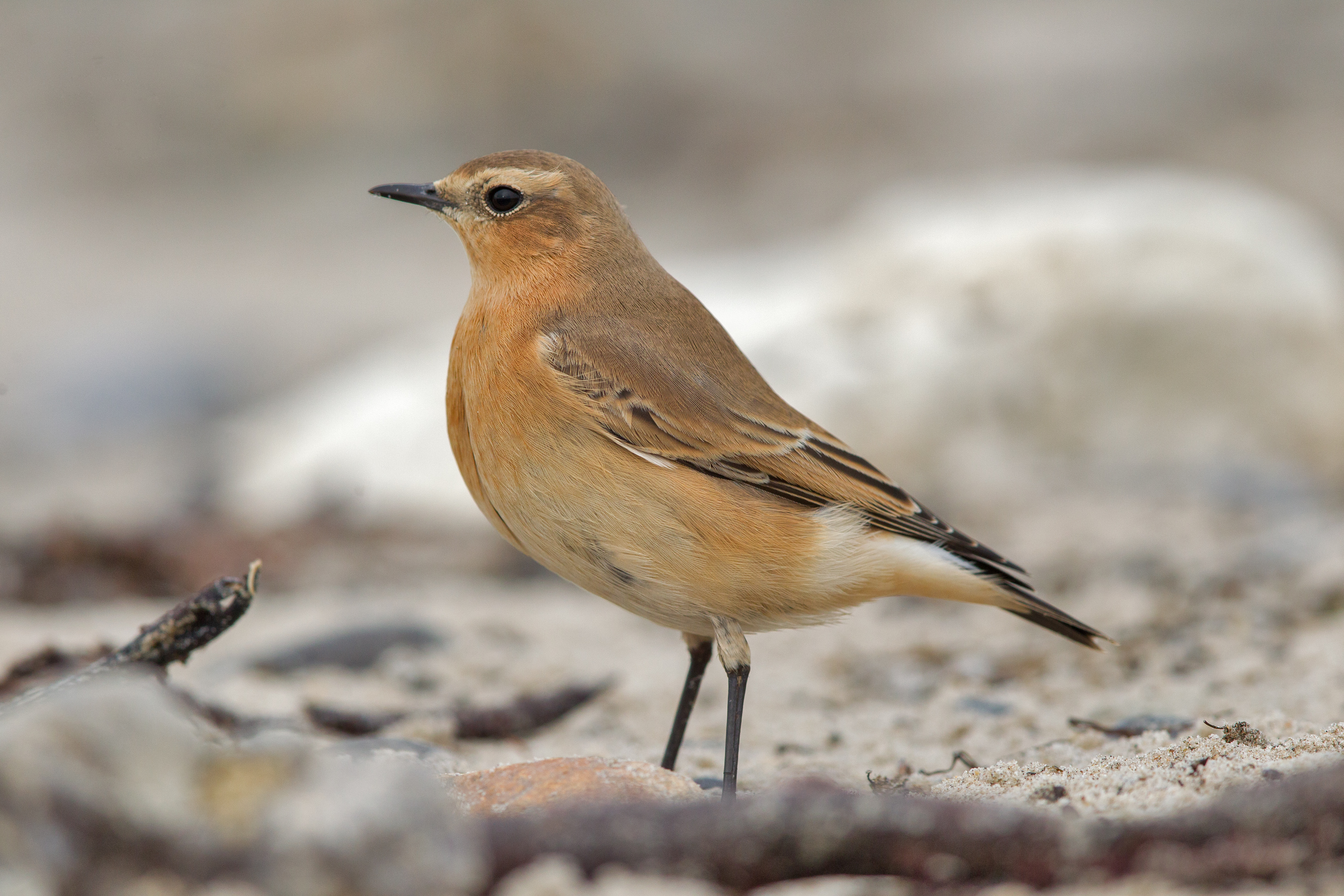
Weibchen

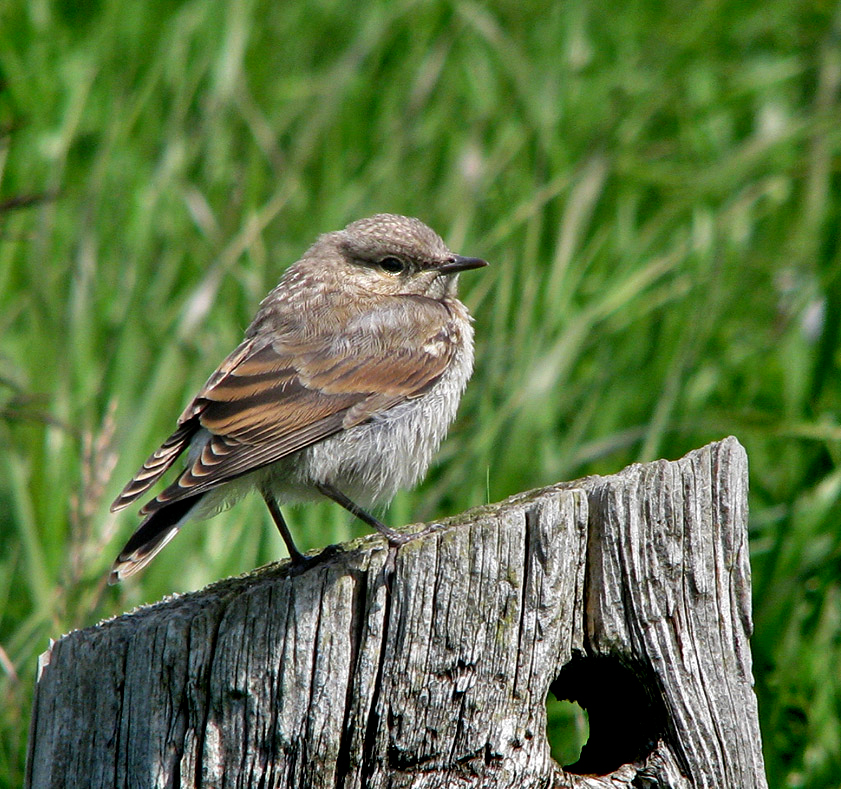
Steinschmätzer, Jungvogel

## Beschreibung
Der Steinschmätzer ist 14,5 bis 15,5 cm lang und wiegt zwischen 22 und 28 g. Die Flügelspannweite beträgt zwischen 26 und 32 cm. Die Männchen haben im Prachtkleid im Frühjahr und Sommer einen grauen Scheitel und grauen Rücken, einen schwarzen Augenstreif, der sich bis auf die Wangen zieht und sich dort etwas verbreitert, so dass er wie eine Maske wirkt. Über dem schwarzen Augenstreif ist ein weißer Streifen. Die Brust ist ockerfarben und der Bauch weiß, die Flügel schwarz. Die Weibchen sind ähnlich gefärbt, nur etwas weniger kontrastreich, weil die schwarze Maske im Gesicht nicht so ausgeprägt ist und die Flügel mehr braun als schwarz sind. Die Vögel sind im Flug sehr leicht an ihrer charakteristischen schwarz-weißen Schwanzfärbung zu erkennen: Der weiße Schwanz/Bürzel hat ein schwarzes T-Muster an der Spitze. Im Schlichtkleid ähneln sich die Geschlechter mehr, denn die Männchen sind dann etwas unscheinbarer mit braunem Rücken und Scheitel und weniger stark ausgeprägter Maske.
Ihr Ruf ist ein pfeifendes hiiit, sie singen oft leicht erhöht von Felsen aus eine zwitschernde und knirschende Strophe.

## Ernährung
Steinschmätzer fressen hauptsächlich Insekten, aber auch Spinnen, Schnecken und Regenwürmer. Im Herbst fressen sie auch Beeren.

## Lebensraum und Vogelzug

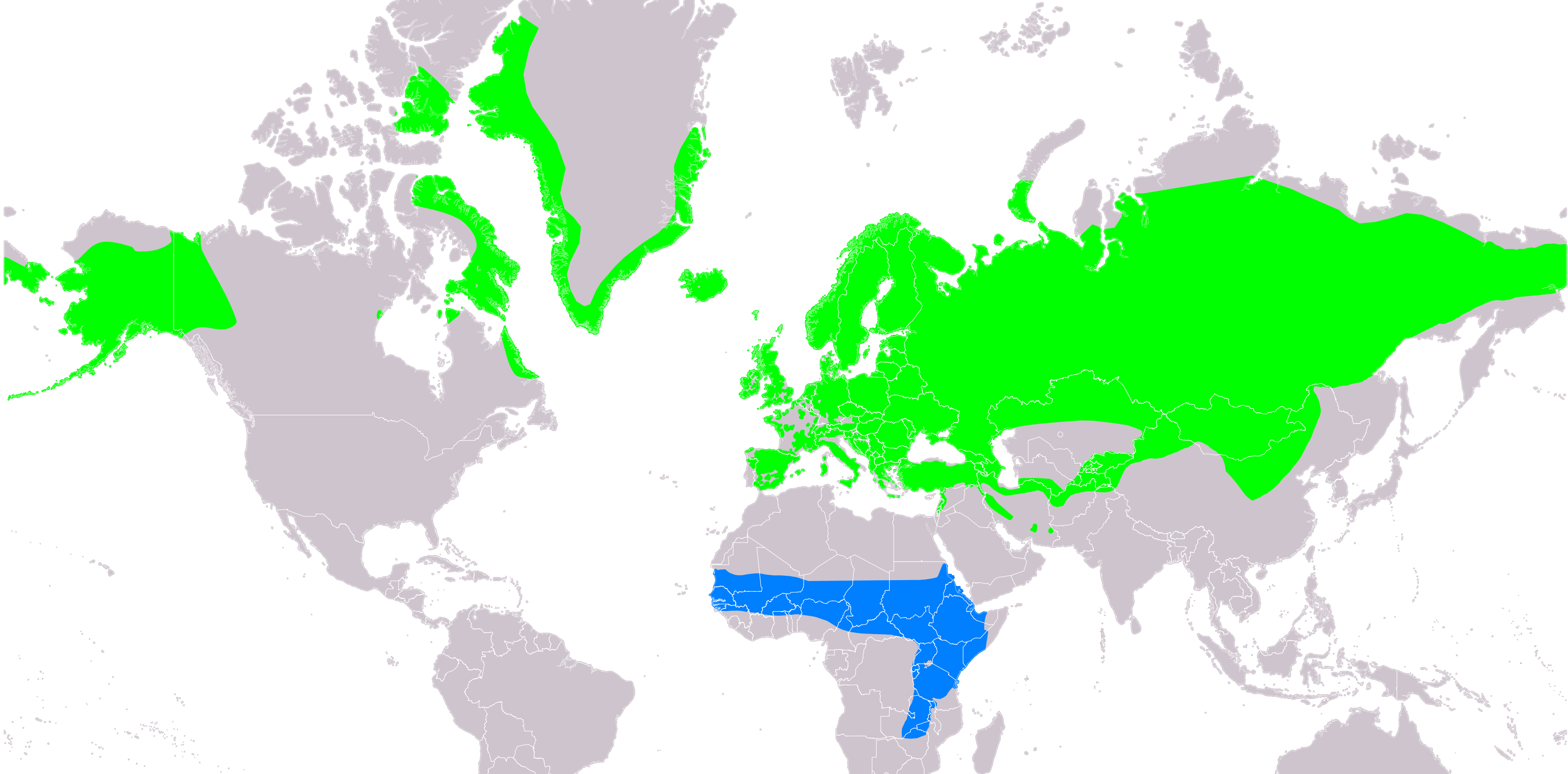
Verbreitung des Steinschmätzers:
Brutgebiete
Überwinterungsgebiete

Steinschmätzer sind als Brutvögel in ganz Europa verbreitet, sie sind die einzige Art der Gattung Steinschmätzer, die auch in Nordeuropa vorkommt. Sie kommen hauptsächlich im Gebirge vor, bewohnen aber auch andere Landschaften, bevorzugen dabei offenes, steiniges Gelände. In Deutschland sind sie selten. Die Vögel überwintern in Afrika.
Außerhalb von Europa kommen sie in Kanada und Alaska, Grönland und Sibirien vor.

### Vogelzug der Population in Alaska
Die Population in Alaska fliegt über Nordrussland, Asien, das Kaspische Meer bis Ostafrika (Sudan bis Kenia) und zurück und legt so jährlich 30.000 km zurück. Der Steinschmätzer, so ließ sich mit Helldunkellokatoren ermitteln, fliegt stundenlang mit einer Geschwindigkeit von ca. 50 km/h und legt je nach Wind pro Nacht 450 km auf seiner Langstreckenroute zurück.

## Brutpflege

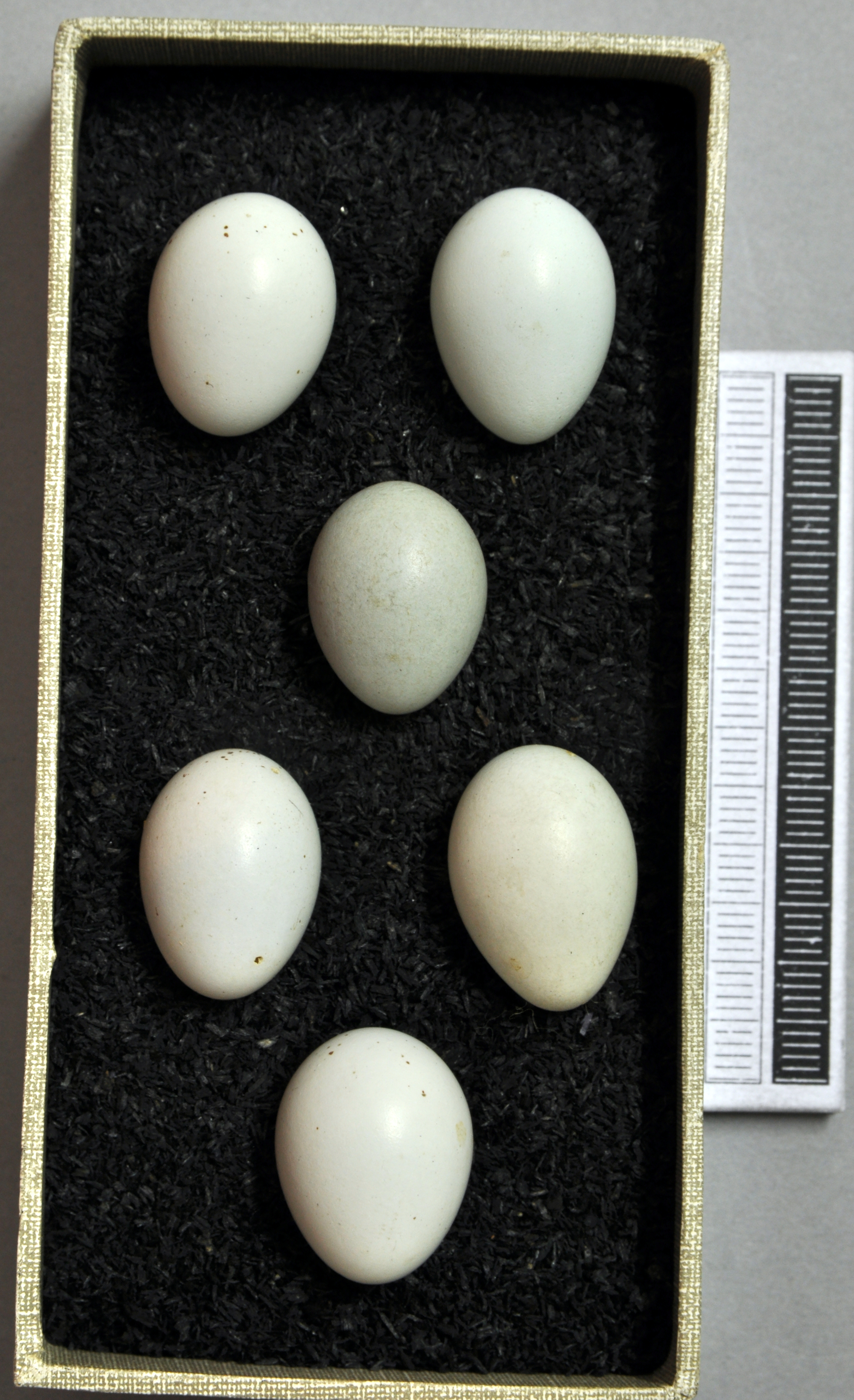
Gelege (Sammlung Museum Wiesbaden)

Das Nest ist ein zwischen Felsspalten oder Steinhaufen locker gebauter Napf. Es werden fünf bis sechs Eier ausgebrütet. Die Brutdauer beträgt etwa 14 Tage, dann werden die Nestlinge von beiden Eltern 15 Tage lang gefüttert.

## Gefährdung
Der Steinschmätzer gilt in Deutschland als vom Aussterben bedroht (Rote Liste Kategorie 1). Weltweit gilt die Art wegen ihres großen Verbreitungsgebietes als nicht gefährdet.

## Trivia
Der Asteroid des inneren Hauptgürtels (8959) Oenanthe ist nach dem Steinschmätzer benannt (wissenschaftlicher Name: Oenanthe oenanthe). Zum Zeitpunkt der Benennung des von zwei niederländischen Astronomen entdeckten Asteroiden am 2. Februar 1999 befand sich der Steinschmätzer auf der niederländischen Roten Liste gefährdeter Arten.